# Айадана
Айадана — персидское название платформ и террас. По одной теории, это зороастрийские культовые сооружения, по другой — лишь архитектурная форма. Название буквально означает «место справления ритуалов».
Научный консенсус склоняется к тому, что огнепоклонческие появились у персов во время Ахеменидов, однако в ранний период их правления храмов ещё не было. Как правило, в архитектуре Ирана тех времён храмовые здания представляли собой строение с четырьмя колоннами во внутренней части и располагались на отдельной платформе, по которой к нему со всех сторон были подведены пандусы и лестницы. Внутренняя часть сооружения состояла из основного помещения, которое было отделено от двора вестибюлем. Двор был обведён двойной оградой, возведённой на основании высотой до двух метров и лабиринтом узких проходов. Напротив входа в глубине двора находилось место размещения айаданы.